# Charco del Palo
Charco del Palo är en bukt i Spanien.   Den ligger i provinsen Provincia de Las Palmas och regionen Kanarieöarna, i den sydvästra delen av landet, 1 500 km sydväst om huvudstaden Madrid. Charco del Palo ligger på ön Lanzarote.